# ريميدي إنترتينمنت
ريميدي إنترتيمنت المحدودة. (بالإنجليزية: Remedy Entertainment Ltd)‏ هي شركة فنلندية لتطوير ألعاب الفيديو، من أشهر ألعابها : آلان ويك وماكس باين.

## الألعاب
| السنة | اللعبة                            | المنصات                                                       |
| ----- | --------------------------------- | ------------------------------------------------------------- |
| 1996  | ديث رالي                          | إم إس-دوس                                                     |
| 2001  | ماكس باين                         | مايكروسوفت ويندوز                                             |
| 2003  | ماكس باين 2: ذا فول أوف ماكس باين | مايكروسوفت ويندوز                                             |
| 2010  | آلن ويك                           | إكس بوكس 360 ،مايكروسوفت ويندوز                               |
| 2011  | ديث رالي (إعادة اصدار)            | آي أو إس أندرويد مايكروسوفت ويندوز                            |
| 2012  | آلن ويك أميركان نايتمير           | إكس بوكس لايف آركيد مايكروسوفت ويندوز                         |
| 2016  | كوانتم بريك                       | إكس بوكس ون                                                   |
| 2019  | كنترول                            | إكس بوكس ون، بلاي ستيشن 4، مايكروسوفت ويندوز                  |
| 2022  | كروس فاير إكس                     | إكس بوكس سيريس إكس وسيريس إس، مايكروسوفت ويندوز، إكس بوكس ون  |
| 2023  | آلن ويك 2                         | إكس بوكس سيريس إكس وسيريس إس، مايكروسوفت ويندوز، بلاي ستيشن 5 |

## وصلات خارجية
- الموقع الرسمي